# 楽々荘
楽々荘（らくらくそう）は、京都府亀岡市北町44にある建築物。1898年（明治31年）頃に田中源太郎邸として竣工し、七代目小川治兵衛作庭の日本庭園でも知られる。建物はレストランのがんこ京都亀岡楽々荘として用いられている。

## 歴史

### 田中源太郎邸
1898年（明治31年）頃、田中源太郎の本宅として煉瓦造一部木造の洋館が、迎賓館として書院造の和館が竣工した。設計・施工は清水組。田中源太郎は京都鉄道株式会社（現在のJR嵯峨野線）の創設者であり、衆議院議員や貴族院議員を務めた政治家でもある。
かつては南西隣の京都銀行亀岡支店なども田中源太郎邸の敷地だった。1913年（大正2年）には田中源太郎の還暦を記念して、田中源太郎邸で家族写真が撮影された。

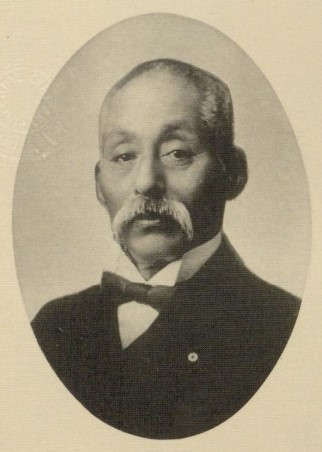
田中源太郎

### 保津川観光ホテル楽々荘
1951年（昭和26年）頃には亀岡市議会議員の中田正平が建物を取得し、1953年（昭和28年）頃には楽々荘という料亭を開業させた。
その後、建物が保津川観光ホテル楽々荘となった。洋館の2階は客室、洋館の1階はカフェレストラン、庭園はガーデンカフェや結婚式に用いられていた。

### がんこ京都亀岡楽々荘
2018年（平成30年）3月、近畿地方などで飲食業を営むがんこフードサービス株式会社が建物を借り受け、レストランのがんこ京都亀岡楽々荘が開業した。

## 建築
1997年（平成9年）6月12日には洋館、和館、玄関の3棟が国の登録有形文化財に登録された。2010年（平成22年）3月23日、庭園が京都府登録文化財に登録された。

### 洋館
洋館は1階・2階とも2室であり、東側と南側はテラスとなっている。暖炉にはウェッジウッド社製タイルが貼られており、マントルピースにはイタリア産の大理石が用いられている。窓ガラスは竣工当時の日本製単板ガラスと推測されている。外壁には京都鉄道のトンネル建設に用いられたものと同じ煉瓦が用いられている。

### 日本館
12畳半の「朱雀の間」（大広間）は田中源太郎が使用していた部屋である。「清涼の間」は妻のまさ子が使用していたとされ、床の間には欅の一枚板で作られた飾り棚がある。

### 庭園
洋館と和館の前には七代目小川治兵衛（植治）が作庭した650坪の枯池泉回遊式庭園が広がる。庭園には安土桃山時代の石燈籠や鉄製井筒などが亀山城から移設されている。

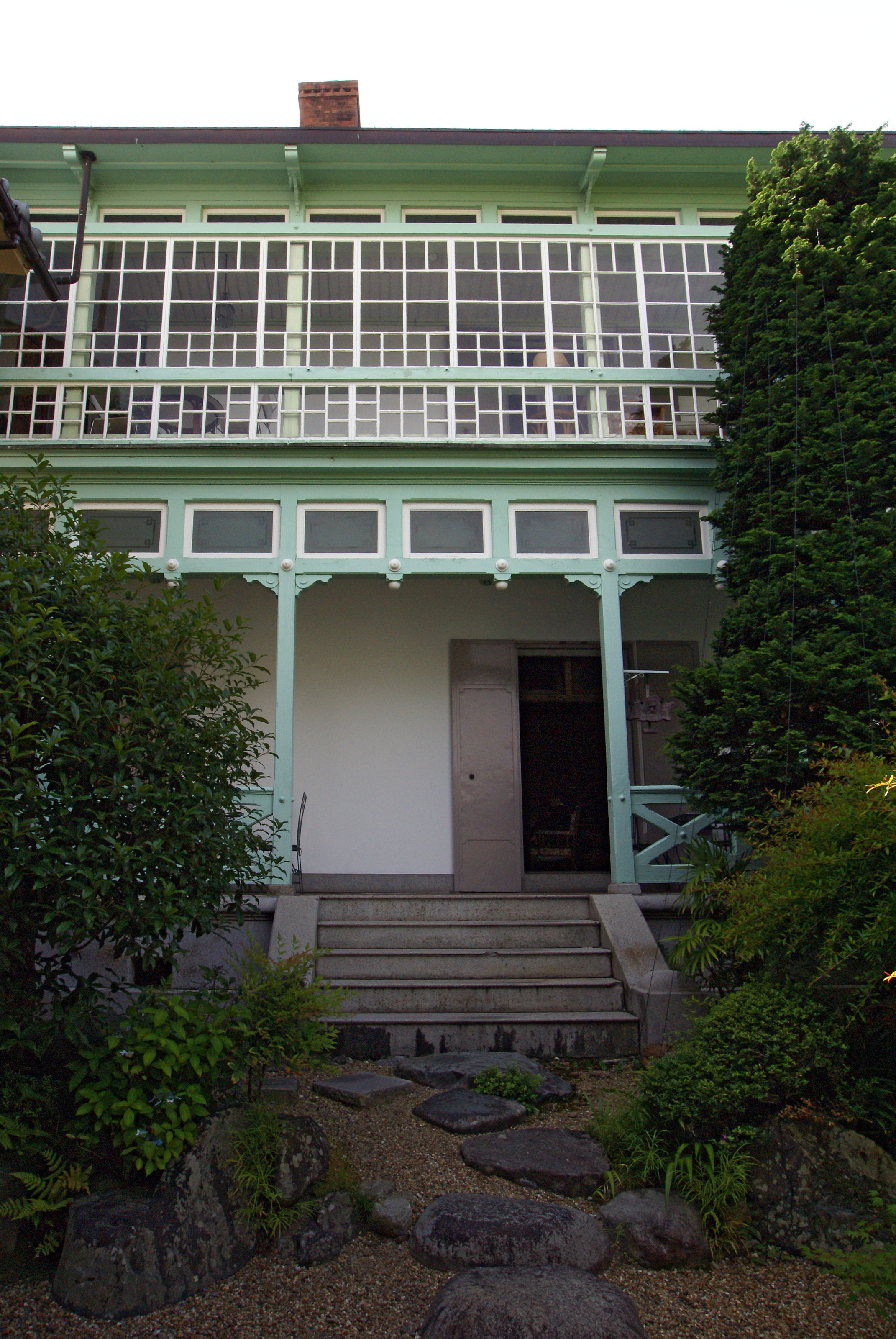
庭園
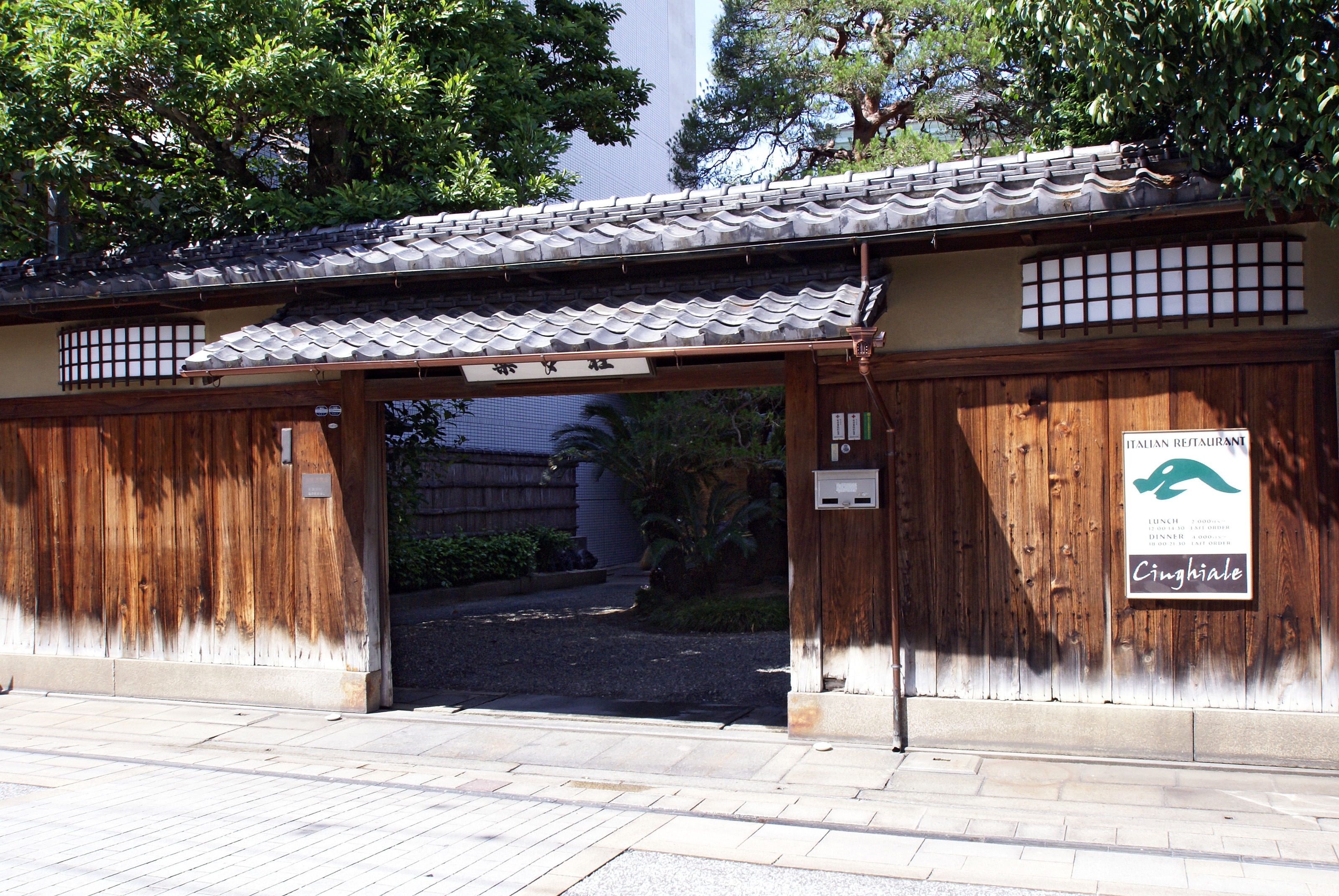
玄関

## 現地情報
所在地
- 621-0861 京都府亀岡市北町44

交通アクセス
- JR嵯峨野線亀岡駅から徒歩7分